# PGC 36066
LEDA/PGC 36066 ist eine kompakte Galaxie vom Hubble-Typ C mit hoher Sternentstehungsrate im Sternbild Großer Bär am Nordsternhimmel. Sie ist schätzungsweise 46 Millionen Lichtjahre von der Milchstraße entfernt. Sie gilt als Mitglied der NGC 3795-Gruppe (LGG 244).

Im selben Himmelsareal befinden sich u. a. die Galaxien NGC 3757, NGC 3794, NGC 3795, NGC 3838. 